# Medaglia per il salvataggio di una vita
La medaglia per il salvataggio di una vita è un premio statale della Federazione Russa.

## Storia
La medaglia è stata istituita il 2 marzo 1994 ed è stata assegnata per la prima volta l'11 novembre 1994.

## Assegnazione
La medaglia viene assegnato ai cittadini per aver salvato in caso di calamità naturali, sulle acque, sotto terra, negli incendi e in altre circostanze che comportano un rischio per la vita. La medaglia può essere concessa postumo.

## Insegne
- La  medaglia è d'argento. Il dritto reca l'immagine in rilievo dell'Ordine del Coraggio. Al centro del rovescio vi sono rami di palma, alloro e quercia intrecciati. Nella metà destra del rovescio, vi è la scritta in rilievo "PER IL SALVATAGGIO DI UNA VITA" (Russo: «ЗА СПАСЕНИЕ ПОГИБАВШИХ»). Nella parte inferiore dell rovescio, sotto i rami appena sopra il bordo inferiore della medaglia, una lettera sollievo "N" con una linea riservata per l'assegnazione del numero di serie.
- Il  nastro è bianco con due sottili strisce rosse sui bordi.